# Sonakshi Sinha
Sonakshi Sinha (hindi सोनाक्षी सिन्हा ur. 2 czerwca 1987 w Patnie) – indyjska aktorka, modelka, projektantka mody i piosenkarka.

## Życiorys
Córka aktora i polityka Shatrughana Sinha oraz aktorki i polityczki Poonam Sinha. Ma dwóch braci, Luwa i Kusza. Projektowała kostiumy do filmu Mera Dil Leke Dekho w 2005 roku. Rozpoczęła karierę jako modelka na Lakme Fashion Week w 2008 i 2009 roku, pojawiała się na okładkach czasopism m.in. „Vogue”, Maxim and Marie Claire. Jej kariera filmowa w Bollywood rozpoczęła się od razu od gry u boku najbardziej popularnych aktorów. Do debiutanckiej roli w filmie Dabangg zrzuciła 30 kg. Jako piosenkarka zadebiutowała u boku Meet Bros Anjjan.
Działa na rzecz praw zwierząt, m.in. dla organizacji People for the Ethical Treatment of Animals (PETA).

## Filmografia (wybór)
- Rajjo Pandey[7] w Dabangg(inne języki)[1] (2010, nagroda Filmfare Award for Best Female Debut(inne języki)[8])
- Łobuz Rathore(inne języki)[1] (2012)[9]
- Sukhmeet w Son of Sardaar(inne języki)[7] (2012)[10]
- Dabangg 2(inne języki) (2012)[3]
- Pakhi Roychowdhury[7] w Lootera(inne języki)[1] (2013)[3]
- Himmatwala(inne języki) (2013)[3]
- Once Upon ay Time in Mumbai Dobaara!(inne języki) (2013)[3]
- Welcome to New York(inne języki) (2018)[11]
- Double XL(inne języki) (2022)[12]